# The Lovely Bones (película)
The Lovely Bones (conocida como Desde mi cielo en Hispanoamérica) es una película basada en la novela de fantasia/drama Desde mi cielo escrita por Alice Sebold, que se estrenó el 11 de diciembre de 2009 en Estados Unidos. La película está dirigida por Peter Jackson. En el reparto cuenta con Saoirse Ronan como Susie Salmon, con Rachel Weisz y Mark Wahlberg como sus padres, Susan Sarandon como su abuela y Stanley Tucci.

## Argumento
Se trata de la historia de Susie Salmon (Saoirse Ronan), una joven de 14 años que, tras ser asesinada a manos de su vecino, el señor Harvey (Stanley Tucci), observa desde el cielo cómo su familia y amigos continúan con sus vidas. Su nuevo hogar es un cielo personalizado donde halla todo lo que desea excepto lo que más quiere y añora: su familia, dándole también importancia a Lindsey, su hermana menor. La relación entre sus padres, Jack y Abigail, se va deteriorando con el tiempo; y su hermana no acaba de entender lo que significa que ella se haya ido.
El 6 de diciembre de 1970, Ray Singh (Reece Ritchie), la invita a salir el siguiente sábado, y justo cuando van a darse su primer beso, son interrumpidos por un profesor (Thomas McCarthy) que regañaba a una compañera de clase, Ruth Connors (Carolyn Dando). 
Susie camina hacia casa cruzando un campo de maíz, pero se encuentra con su vecino, George Harvey, que la engaña para llevársela hasta a una fosa que hizo bajo tierra y que dice que ha construido para los niños del barrio. En la fosa, Susie se siente incómoda en presencia de Harvey e intenta escapar, pero él la viola y después de hacerlo la mata. En su camino al cielo, ella pasa al lado de Ruth Connors. 
Creyendo que el asesino es alguien que conocía a Susie, Jack comienza a investigar obsesivamente a los vecinos, incluyendo a Harvey. Fenerman entrevista a Harvey, pero es incapaz de encontrar ninguna evidencia que lo vincule como sospechoso.
Debido a la presión emocional, Abigail deja California.
Una noche, Jack, convencido de que Harvey asesinó a Susie, va hasta el campo de maíz llevando un bate. Sin embargo, Jack accidentalmente tropieza con una amiga de Susie, Clarissa (Amanda Michalka), y con su novio, Brian (Jake Abel), quien golpea a Jack hasta dejarlo inconsciente y casi matarlo porque pensaba que era un voyeur. Cuando Jack se despierta en el hospital, Susie se da cuenta de lo que ha hecho pero debe dejar volver a su padre al mundo terrenal. Entonces vence a su pesadilla, en la que entra a una casa y ve a todas las personas que mató Harvey, de las cuales todas son mujeres, la mayoría menores de 15 años, e inclusive una niña de 6 años llamada Lana Johnson.
Harvey vuelve a casa y oye que dentro está Lindsey, que a duras penas logra escapar de él. Corre a casa para descubrir que su madre ha vuelto y le da unas pruebas de Susie a su abuela. Temeroso de ser descubierto, Harvey huye, cogiendo la caja fuerte que contiene los restos de Susie.
El hogar en el más allá de Susie acaba siendo la expansión en un cielo más grande, y es recibida por las otras víctimas de Harvey. Mientras tanto, sus amigos Ruth y Ray están presentes cuando Harvey está a punto de tirar la caja fuerte en un vertedero del sumidero en la propiedad Connors. Ray habla con Ruth, dándose cuenta de que se ha convertido en Susie por un momento y se dan un beso, completando de esta manera el último deseo de Susie. Ella vuelve al cielo mientras Harvey se aleja.
Algún tiempo después, Harvey conoce a una joven en el exterior de un restaurante y le ofrece llevarla a donde quiera, pero ella lo rechaza, dejando a Harvey solo en el aparcamiento. De repente, un carámbano de hielo cae de una rama golpeando a Harvey en el hombro y haciéndole perder el equilibrio y cae hacia atrás por un acantilado, sufriendo una dolorosa muerte. El tiempo pasa, y Susie ve que su familia mejora, dice que lo ve "desde su cielo".

## Reparto
- Saoirse Ronan como Susie Salmon.
- Mark Wahlberg como Jack Salmon.
- Rachel Weisz como Abigail Salmon.
- Susan Sarandon como Abuela Lynn.
- Stanley Tucci como George Harvey.
- Michael Imperioli como Len Fenerman.
- Rose McIver como Lindsey Salmon.
- Christian Ashdale como Buckley Salmon.
- Reece Ritchie como Ray Singh.
- Carolyn Dando como Ruth Connors.
- Nikki SooHoo como Denise "Holly" Le Ang.
- Amanda Michalka como Clarissa.
- Jake Abel como Brian.
- Andrew James Allen como Samuel Heckler.
- Thomas McCarthy como Director Caden.

## Premios y nominaciones
Premios Óscar
| Año  | Categoría              | Receptor(es)  | Resultado |
| ---- | ---------------------- | ------------- | --------- |
| 2010 | Mejor actor de reparto | Stanley Tucci | Nominado  |

Premios BAFTA
| Año  | Categoría              | Receptor(es)  | Resultado |
| ---- | ---------------------- | ------------- | --------- |
| 2010 | Mejor actriz           | Saoirse Ronan | Nominada  |
| 2010 | Mejor actor de reparto | Stanley Tucci | Nominado  |

Premios Globo de Oro
| Año  | Categoría              | Receptor(es)  | Resultado |
| ---- | ---------------------- | ------------- | --------- |
| 2010 | Mejor actor de reparto | Stanley Tucci | Nominado  |

Premios del Sindicato de Actores
| Año  | Categoría              | Receptor(es)  | Resultado |
| ---- | ---------------------- | ------------- | --------- |
| 2010 | Mejor actor de reparto | Stanley Tucci | Nominado  |

## DVD y BD
La película está disponible en formato DVD y Blu-ray el 9 de junio del 2010.

## Soundtracks
Hay varias versiones de soundtracks. La banda sonora original de The Lovely Bones fue compuesta por Brian Eno, reconocido músico y productor británico. La canción más representativa es Song to the Siren de Tim Buckley, aunque interpretada por This Mortal Coil para resaltar la tristeza y la belleza de la historia.